# 大気境界層
|                          | 宇宙空間    |        |          |
|                          | 約10,000 km |        |          |
|                          | 外気圏      |        |          |
|                          | 800 km      |        |          |
|                          | 熱圏        |        |          |
|                          | 電離層      |        |          |
| (カーマン・ライン)       | (100 km)    |        |          |
|                          | 80 km       |        |          |
|                          | 中間圏      |        |          |
|                          | 50 km       |        |          |
|                          | 成層圏      |        |          |
|                          | オゾン層    |        |          |
| 11 km                    |             |        |          |
|                          | 対流圏      |        | 自由大気 |
| 1 km                     | 対流圏      |        |          |
|                          | 対流圏      | 境界層 |          |
| 0 km                     | 対流圏      |        |          |
| ※高度は中緯度の平均 / 表 |             |        |          |

大気境界層（たいききょうかいそう、英: atmospheric boundary layer、ABL、planetary boundary layer、PBL、peplosphere）は、天体の大気の層の一つ。

## 名称
Planetary Boundary Layer (PBL: 日本語に直訳すると、惑星境界層) は、英語における、大気のある他の惑星の境界層も含めた一般的な呼び方である。
気象学･環境学の分野で単純に「境界層」と言う場合は、大気境界層のことを指す。

## 概要
気象、環境、物質循環において固体境界である地表面の影響を受ける層をいう。惑星大気の最下層にあたる。温帯域では地上からおおむね 1 km 以内。熱帯域では 2 km 以上の厚みを持つ。地表面の影響をほとんど受けない自由大気と区別される。
風向きがばらばらな乱流が支配的な層。流体力学における境界層にあたる。対流が活発な場合は厚くなり、成層が安定している場合は薄くなる。
我々が生活しているのは、まさに、この大気境界層内部である。都市気候や環境の分野において重要な役割を果たす。しかし、大気境界層は地表面の状態（たとえば、海面、内水面、水田、畑、牧草地、森林、草原、コンクリートが覆う都市など）によって変化に富んでいる。したがって、その研究には細かな観測網が必要であり、進捗状況ははかばかしくない。
境界層気象学は、この層における大気の振る舞いや気象現象について研究する学問である。

## 日変化と細分
大気境界層自体も、いくつかの層に細分される。またこれらの分布は、時間帯によって変化する。
地面と接している一番下の接地境界層（接地層 Surface layerともいう）は、裸地の場合は地表から高度10mから50mくらい、樹木や建物などがある場合はキャノピー層とも呼び、高度がより高く風も複雑になる。気象要素の鉛直分布を見ると、ふつう、高度とともに気温・温位・混合比は低下、風速は上昇し、風向は地形などによって大きく左右される。地面や建物などの摩擦力の影響が非常に大きい層。
接地層の上端から大気境界層の上端までは全てエクマン境界層（エクマン層 Ekman layerとも言う）である。摩擦力はやや小さくなる一方、気圧傾度力やコリオリの力が大きくなり、地衡風に近い風になる。
昼間は対流境界層（乱流境界層、乱流混合層、混合層 Mixed layerなどともいう）が大部分を占め、上端付近は移行層（遷移層）となる。日の出直後から日射によって発生し、地表付近のみに存在したものが次第に上空まで拡大してくる。日没直前ごろからは安定境界層の出現によって上空のみに存在するようになり、次第に薄くなる。夜間は対流境界層が薄くなり下降して、自由大気の層が拡大してくるという見方もある。ふつう、高度とともに気温は低下するが、温位・風速・混合比は高度に関係なくほぼ一定。
夜間は安定境界層（Stable boundary layer 接地逆転層、夜間安定層、夜間境界層などともいう）が地表付近にでき、高度数百m付近までを占める。次第に上昇していくが、一定の高さ付近で上昇は緩やかになる。ふつう、高度とともに気温は上昇する。
移行層（遷移層、エントレインメント層 Entrainment layerともいう）は大気境界層の上部に存在する。ふつう、高度とともに温位は上昇、風速も上昇、混合比は急低下する。移行層の下端は雲底高度となることが多い。